# Katar na Letnich Igrzyskach Olimpijskich 2024
Katar na Letnich Igrzyskach Olimpijskich 2024 – występ kadry sportowców reprezentujących Katar na igrzyskach olimpijskich, które odbyły się w Paryżu we Francji, w dniach 26 lipca – 11 sierpnia 2024.
Reprezentacja Kataru liczyła trzynaścioro zawodników – kobietę i dwunastu mężczyzn, którzy wystąpili w 5 dyscyplinach.
Był to jedenasty start Kataru na letnich igrzyskach olimpijskich.

## Zdobyte medale
Katarczycy zdobyli jeden medal – brąz skoczka wzwyż Mutazza Isy Barszima. Był to czwarty wynik w dotychczasowej historii startów tego państwa na letnich igrzyskach olimpijskich i najsłabszy występ od igrzysk w Pekinie 2008.
| Medal | Zawodnik           | Dyscyplina    | Konkurencja         | Rezultat | Data        |
| ----- | ------------------ | ------------- | ------------------- | -------- | ----------- |
| Brąz  | Mutazz Isa Barszim | Lekkoatletyka | skok wzwyż mężczyzn | 2,34 m   | 10 sierpnia |

## Reprezentanci

### Lekkoatletyka

#### Konkurencje biegowe
| Zawodnik                   | Konkurencja            | Runda 1 | Runda 1 | Runda 2 | Runda 2 | Półfinał | Półfinał | Finał | Finał   | Źródło |
| Zawodnik                   | Konkurencja            | Wynik   | Miejsce | Wynik   | Miejsce | Wynik    | Miejsce  | Wynik | Miejsce | Źródło |
| -------------------------- | ---------------------- | ------- | ------- | ------- | ------- | -------- | -------- | ----- | ------- | ------ |
| Abubaker Haydar Abdalla    | bieg na 800 m (m)      | 1:48.42 | 46. R   | DNS     | DNS     | NQ       | NQ       | NQ    | NQ      | [ 1 ]  |
| Shahad Mohammed            | bieg na 100 m (k)      | 12,53   | 25.     | NQ      | NQ      | NQ       | NQ       | NQ    | NQ      | [ 2 ]  |
| Ammar Ismail Yahia Ibrahim | bieg na 400 m (m)      | 44.66   | 8. R    | 44.77   | 1. Q    | 44.64    | 12.      | NQ    | NQ      | [ 3 ]  |
| Ismail Doudai Abakar       | 400 m przez płotki (m) | DNS     | DNS     | NQ      | NQ      | NQ       | NQ       | NQ    | NQ      | [ 4 ]  |
| Bassem Hemeida             | 400 m przez płotki (m) | 49.82   | 29. R   | 49.64   | 14.     | NQ       | NQ       | NQ    | NQ      | [ 5 ]  |
| Abderrahaman Samba         | 400 m przez płotki (m) | 48.35   | 7. Q    | —       | —       | 48.20    | 7. q     | 47.98 | 6.      | [ 6 ]  |

#### Konkurencje techniczne
| Zawodnik           | Konkurencja    | Kwalifikacje | Kwalifikacje | Finał | Finał   | Źródło |
| Zawodnik           | Konkurencja    | Wynik        | Miejsce      | Wynik | Miejsce | Źródło |
| ------------------ | -------------- | ------------ | ------------ | ----- | ------- | ------ |
| Mutazz Isa Barszim | skok wzwyż (m) | 2,27         | 3.           | 2,34  | brąz    | [ 7 ]  |

### Pływanie
| Zawodnik              | Konkurencja              | Eliminacje | Eliminacje | Półfinał | Półfinał | Finał | Finał | Źródło |
| Zawodnik              | Konkurencja              | Czas       | Poz.       | Czas     | Poz.     | Czas  | Poz.  | Źródło |
| --------------------- | ------------------------ | ---------- | ---------- | -------- | -------- | ----- | ----- | ------ |
| Abdul Aziz Al-Obaidly | 100 m st. klasycznym (m) | 1:04,31    | 30.        | NQ       | NQ       | NQ    | NQ    | [ 8 ]  |

### Podnoszenie ciężarów
| Zawodnik      | Konkurencja | Rwanie | Rwanie  | Podrzut | Podrzut | Razem | Pozycja | Źródło |
| Zawodnik      | Konkurencja | Wynik  | Pozycja | Wynik   | Pozycja | Razem | Pozycja | Źródło |
| ------------- | ----------- | ------ | ------- | ------- | ------- | ----- | ------- | ------ |
| Fares Ibrahim | -102 kg (m) | 178    | DNF     | DNF     | DNF     | DNF   | DNF     | [ 9 ]  |

### Siatkówka
Siatkówka plażowa
| Zawodnik                      | Konkurencja | Faza grupowa              | Faza grupowa          | Faza grupowa                 | Faza grupowa | 1/8 finału              | Ćwierćfinały           | Półfinały            | Finał            | Finał | Źródło        |
| Zawodnik                      | Konkurencja | Przeciwnik Wynik          | Przeciwnik Wynik      | Przeciwnik Wynik             | Poz.         | Przeciwnik Wynik        | Przeciwnik Wynik       | Przeciwnik Wynik     | Przeciwnik Wynik | Poz.  | Źródło        |
| ----------------------------- | ----------- | ------------------------- | --------------------- | ---------------------------- | ------------ | ----------------------- | ---------------------- | -------------------- | ---------------- | ----- | ------------- |
| Ahmed Tijan, Cherif Younousse | Mężczyzni   | Cottafava / Nicolai W 2:0 | Åhman / Hellvig W 2:1 | Nicolaidis / Carracher W 2:0 | 1.           | Grimalt / Grimalt W 2:0 | Partain / Benesh W 2:0 | Åhman/ Hellvig P 0:2 | Mol/ Sørum P 0:2 | 4.    | [ 10 ] [ 11 ] |

### Strzelectwo
| Zawodnik        | Konkurencja | Kwalifikacje | Kwalifikacje | Półfinał | Półfinał | Finał | Finał   | Źródło |
| Zawodnik        | Konkurencja | Wynik        | Pozycja      | Wynik    | Pozycja  | Wynik | Pozycja | Źródło |
| --------------- | ----------- | ------------ | ------------ | -------- | -------- | ----- | ------- | ------ |
| Saeed Abusharib | trap (m)    | 118          | 23.          | NQ       | NQ       | NQ    | NQ      | [ 12 ] |
| Rashid Al-Athba | skeet (m)   | 118          | 15.          | NQ       | NQ       | NQ    | NQ      | [ 13 ] |